# Веннівер Буш
Веннівер Буш (англ. Vannevar (/væniːvɑːr/) Bush, часом також Венівар Буш, Ванневар Буш; 11 березня 1890 — 28 червня, 1974) — американський інженер, винахідник і адміністратор науки, який під час Другої світової війни очолював Управління з наукових досліджень і розробок США (англ. Office of Scientific Research and Development), один із ініціаторів і керівників на початковому етапі Мангеттенського проєкту. Відомий також працями з розробки аналогових обчислювальних машин. Засновник руху науковців США, що привів до створення Національного наукового фонду.

## Життєпис
Народився 1890 року в родині священника. Обоє його дідусів були капітанами китобійних суден, від яких, за його словами, йому передались амбіції керівника.
Вступив до Університету Тафтса.
В 1931 році створив перший у світі аналоговий електрично-механічний комп'ютер, який міг розв'язувати диференційні рівняння, що містили до 18-ти змінних.
Після війни Буш займався адміністративною роботою. У 1940-ті він був президентом Об'єднаної ради з досліджень і розробок військового і морського відомств, головою ради з питань розробок Національного управління військовими установами, очолював American Telephone and Telegraph Corporation (АТ&Т).
З 1950-го Буш - директор Національного наукового фонду (NSF), який зіграв ключову роль у становленні інтернету. Пізніше він був членом наглядової ради цієї організації.
Останні роки діяльності Буша пов'язані з Массачусетським технологічним інститутом. У 1957 -1959 роках Буш був президентом MIT. З 1959 року і до кінця свого життя він залишався почесним президентом інституту.

## Лінійна модель інноваційного процесу
В 1944 році президент Рузвельт запропонував Бушу визначити рекомендації для організації американської науки в мирний час. У липні 1945 року Буш відправляє президенту, тепер вже Гаррі Трумену, меморандум під красномовною назвою "Наука — нескінченний рубіж", підготовлений за підтримки чотирьох спеціально створених для цього комітетів. У вступі до меморандуму Буш оптимістично заявляв: «Перед нами безкінечна дорога розуму, і, якщо ми станемо піонерами з тим же баченням, змістом і прагненнями, з якими ми вели велику війну, ми зможемо забезпечити більш повну та плодотворну зайнятість і більшу повне та плодотворне життя для всіх американців».
У цьому меморандумі Буш виступив за фінансування з державного бюджету фундаментальних наукових досліджень, що проводяться спільно з університетами та промисловими підприємствами. Він висловив пропозицію, що «державні інтереси в областях науки та освіти можуть бути найкращим чином досягнуті у створенні Національного наукового фонду», який згодом став основою організації американської науки.
Також у меморандумі Буш висловив ідею про те, що у мирний час наука вимагає принципово іншої моделі організації наукових досліджень, розкритикувавши організаційну структуру науки, успішну для періоду війни.
Основні тези меморандуму:
- Уряд має підтримувати фундаментальні дослідження; фінансувати слід конкретних вчених, а не проєкти;
- Кошти слід виділяти тим організаціям, де дослідження проводяться в обстановці відкритості;
- Необхідно фінансувати найбільш перспективні дослідження підтримкою студентів, які присвячують свій час науці, залежно від службового списку та фінансових можливостей.

Буш був впевнений, що у післявоєнній ері добробут націй буде значною мірою залежати від розвитку малого бізнесу, який активно застосовує нові знання. З цієї причини він вважає необхідним протидіяти практиці, коли найбільші корпорації використовували патентну систему для того, щоб не пускати малі фірми на нові дохідні технологічні ринки.
Меморандум був з інтересом сприйнятий громадськістю, але далеко не всі схвалили поради та пропозиції. Сенаті розглянув два законопроєкти: закон сенатора Магнуса, складений на основі пропозицій Буша, інший — сенатора Кілгора, опонента Буша.
У жовтні 1945 року двоє сенаторів провели спільні слухання законопроєктів, у результаті яких було затверджено створення єдиного федерального агентства для розподілу грантів, контрактів та стипендій для розвитку природних наук, включаючи дослідження, пов'язані з військовою тематикою. Однак у питанні про президентський контроль над роботою фонду досягнути згоди не вдалося. Відповідно до плану Кілгора, фонд повинен бути керований директором, призначеним президентом та підзвітним йому. За проєктом Буша-Магнуса науковим фондом повинна керувати призначена президентом рада громадянських осіб, переважно вчених. У 1947 році Конгрес прийняв законопроєкт Буша-Магнуса, але Трумен наклав вето. 
В 1950 році Конгрес прийняв компромісний законопроєкт. Фактично були виконані дві найважливіші цілі Буша: уряд субсидіював фундаментальні дослідження, а визначення цілей цих досліджень було покладено на незалежних вчених.
Завдяки закону фактично створено союз між урядом, промисловістю та наукою, що стало важливою інновацією, і сприяло технологічній революції XX століття. Така "лінійна модель інноваційного процесу" передбачала повторюваний цикл інновацій — від фундаментальних до прикладних досліджень, від них — до стадії дослідно-конструкторських і проєктно-конструкторських робіт, які спрямовані на розроблення, проєктування, виготовлення та випробовування дослідних зразків нової техніки, а далі — до створення технології і нового продукту. Завершувався повторюваний безперервний цикл виробництвом, яке для інноваційного процесу мало характер комерціалізації винаходу. Останнє включало дослідження ринку, конструювання, ринкове планування, дослідне виробництво і ринкове випробування з переходом до комерційного виробництва.
Модель Буша почали досить жорстко критикувати, особливо після посилення ідеологічного курсу на неолібералізм в економічній політиці. До того як потрапити під обстріл неолібералів, модель активно застосовувалася у США в 1950—1965-ті роки. Після цього її вдосконалили до "ринкового витягування" в 1965—1975-х, коли передбачалося, що ринок починає відігравати більшу роль. У 1975—1985-их модель набула характеру "лінійної зі зворотними зв'язками"; перейшла до "інтегрованої" в 1985—1995-х роках і нарешті — "мережевої" — після 1995 року. Тепер повторюваний цикл інновацій "від досліджень до комерціалізації" є очевидною справою, він має назву "замкнутого циклу інновацій". Втративши хоча б один сегмент ланцюжка, країна, або навіть цілий регіон, втрачає свою здатність до відтворення, до фінансування інноваційного процесу, як це сталося в ЄС після перенесення виробництв і продажів до Азії.
Фінансування, координація і спрямування усіх етапів в рамках "лінійної моделі інноваційного процесу" повинне здійснюватися за державні кошти, оскільки приватні підприємства не вважали ці етапи ефективними. Оскільки конструкторські і проєктно-конструкторські роботи є ризикованими інвестиціями з низькою окупністю, тому держава і сьогодні частково бере участь у фінансуванні цих етапів за рахунок спеціалізованих фондів і грантів. Лише виробництво і як його складова — продаж продукції — повністю переносилося на приватні компанії. Хоча сьогодні і з цим є питання, оскільки великі обсяги відкритого і прихованого фінансування здійснюються за участі національних і регіональних фінансових ресурсів, що особливо характерно для Китаю.
«Модель технологічного трикутника Веннівера Буша» у середині першої чверті ХХІ ст. була покладена в основу моделей економіко-технологічного розвитку КНР, через відмову від кредитно-фінансової моделі корпоративного капіталізму та перехід до замкнутої системи державної економіки з інкорпорованими до неї фрагментами приватного сектора. Каналами зосередження інвестицій у цільових галузях стали фонди управління трансформацією науково-технічних досягнень КНР.

В 1998 році Комітет наук конгресу США опублікував меморандум «Розкриваючи наше майбутнє: Створення нової національної наукової політики» (Unlocking Our Future to New National National Science Policy), у якому визнається, що основою державної політики щодо науки залишаються погляди Веннівера Буша, висловлені в меморандумі «Наука - нескінченний рубіж»
.

## Див також
Публічно-приватне партнерство